# Paddock Lake
Paddock Lake es una villa ubicada en el condado de Kenosha en el estado estadounidense de Wisconsin. En el Censo de 2010 tenía una población de 2992 habitantes y una densidad poblacional de 373,01 personas por km².

## Geografía
Paddock Lake se encuentra ubicada en las coordenadas 42°34′9″N 88°5′58″O / 42.56917, -88.09944. Según la Oficina del Censo de los Estados Unidos, Paddock Lake tiene una superficie total de 8.02 km², de la cual 7.4 km² corresponden a tierra firme y (7.75%) 0.62 km² es agua.

## Demografía
Según el censo de 2010, había 2992 personas residiendo en Paddock Lake. La densidad de población era de 373,01 hab./km². De los 2992 habitantes, Paddock Lake estaba compuesto por el 95.49% blancos, el 0.5% eran afroamericanos, el 0.47% eran amerindios, el 0.33% eran asiáticos, el 0.07% eran isleños del Pacífico, el 1.4% eran de otras razas y el 1.74% pertenecían a dos o más razas. Del total de la población el 5.25% eran hispanos o latinos de cualquier raza.